# Сонер Айдогду
Сонер Айдогду (тур. Soner Aydoğdu, нар. 5 січня 1991, Анкара) — турецький футболіст, півзахисник клубу «Самсунспор».

## Клубна кар'єра
У дорослому футболі дебютував 2008 року виступами за команду клубу «Генчлербірлігі», в якій провів один сезон, взявши участь у 13 матчах чемпіонату. 
Своєю грою за цю команду привернув увагу представників тренерського штабу клубу «Хасеттепе», до складу якого приєднався 2009 року на умовах оренди. Відіграв за команду з Анкари наступний сезон своєї ігрової кар'єри.
2010 року повернувся з оренди до «Генчлербірлігі», де провів ще два сезони. Більшість часу, проведеного у складі «Генчлербірлігі», був основним гравцем команди.
До складу клубу «Трабзонспор» приєднався 2012 року.

## Виступи за збірні
2006 року дебютував у складі юнацької збірної Туреччини, взяв участь у 52 іграх на юнацькому рівні за команди різних вікових категорій, відзначившись 4 забитими голами.
Протягом 2009–2012 років  залучався до складу молодіжної збірної Туреччини. На молодіжному рівні зіграв у 9 офіційних матчах, забив 1 гол.
2012 року дебютував в офіційних матчах у складі національної збірної Туреччини. Наразі провів у формі головної команди країни 2 матчі.

## Титули і досягнення
- Володар Кубка Туреччини (1):

«Акхісар Беледієспор»: 2017-18